# Нагайцев, Юрий Анатольевич
Ю́рий Анато́льевич Нага́йцев (род. 19 апреля 1973, Рига) — советский и латвийский футболист. После окончания игровой карьеры — тренер.

## Клубная карьера
Родился 19 апреля 1973 года. Первые шаги в футболе делал в ДЮСФСШ ОР «Даугава» (Рига) и Рижской футбольной школе, однако на профессиональном уровне в футбол играл недолго (1991 — «РАФ-2», 1992 — «Гемма», 1993 — «Ауда», 1994 — «Квадратс» — все команды из различных лиг чемпионата Латвии).

## Тренерская карьера
Тренером начал работать в 1993 году, когда принял детскую команду ДЮСФСШ ОР «Даугава». С 1996 по 2007 год работал тренером в юношеском футбольном центре «Сконто», а также в юношеских сборных страны в 1998 и 2000 годах. В 2008 году оказался в стане московского «Локомотива», где занимал должность спортивного директора ЦСО. В 2011 году являлся заместителем директора спортивной школы «Строгино», а также был инструктором Академии тренерского мастерства при Российском футбольном союзе, где трудился вместе с наставником «Тамбова» Андреем Талалаевым. Составлял различные программы подготовки для молодых футболистов, входивших в костяк юношеской сборной России. В 2015 году прошёл обучение на получение лицензии PRO-UEFA.
С 2017 года помогал Андрею Талалаеву. В основном отвечал за тактику, иногда за физическую подготовку. В сезоне 2017/18 работал в «Тамбове», в следующем сезоне — в армянском «Пюнике». С 2019 по 2020 год трудился в «Химках», откуда ушёл в связи с изменением вектора развития клуба вместе с Талалаевым.
Во время пандемии коронавируса занимался YouTube-каналом. В конце июля вошёл в тренерский штаб «Крыльев Советов», откуда ушёл спустя месяц после получения Талалаевым предложения от грозненского «Ахмата». С 11 по 21 сентября 2022 года, после ухода Андрея Талалаева, был исполняющим обязанности главного тренера «Ахмата». 15 октября вошёл в тренерский штаб Талалаева в московском «Торпедо».

## Статистика в качестве главного тренера
| Команда         | Начало работы    | Окончание работы | Результаты | Результаты | Результаты | Результаты | Результаты | Результаты | Результаты | Результаты |
| Команда         | Начало работы    | Окончание работы | И          | В          | Н          | П          | ГЗ         | ГП         | РМ         | В %        |
| --------------- | ---------------- | ---------------- | ---------- | ---------- | ---------- | ---------- | ---------- | ---------- | ---------- | ---------- |
| «Ахмат» (и. о.) | 11 сентября 2022 | 21 сентября 2022 | 2          | 1          | 0          | 1          | 3          | 3          | +0         | 050,00     |
| Всего           | Всего            | Всего            | 2          | 1          | 0          | 1          | 3          | 3          | +0         | 050,00     |